# Fort San Antonio de Axim
Fort San Antonio de Axim (obecnie Fort St. Anthony) – fort położony w pobliżu miasta Axim (63 km na zachód Takoradi).
Gdy Portugalczycy osiedlali się w Elmina z zamiarem odsunięcia obcych statków od rynków złota, w roku 1503 zbudowali w Axim skład handlowy blisko ujścia rzeki Ankobry. W roku 1515 na całym cyplu przy ujściu Ankobry zbudowany został fort, który otrzymał nazwę San Antonio. Był to drugi portugalski fort na Złotym Wybrzeżu.
Fort jest jednym z wielu zabytków i atrakcji turystycznych w Regionie Zachodnim w Ghanie.